# Sandra Freijomil
Sandra Freijomil (Barcelona, 1975) és una escriptora catalana. Va obtenir la llicenciatura en Filosofia a la Universitat de Barcelona. Va cursar el programa de doctorat sobre Estètica i Antropologia Filosòfica i va fer el Postgrau en Gestió Cultural per la UOC. Va estudiar Narrativa i Novel·la a l'Escola d'Escriptura de l'Ateneu Barcelonès.
El 2019 publica la seva primera novel·la, La forma de les paraules. La seva segona novel·la, Les mares no abandonen (Univers, 2021), tracta sobre les relacions intergeneracionals i va ser premiada amb el Premi Pollença de Narrativa 2020. El 2022 va publicar El jugador dislèctic (La Campana), un relat experiencial que tracta la dislèxia des de la perspectiva d'una mare.

## Obres
- La forma de les paraules, 2019, Voliana Edicions.
- Les mares no abandonen, 2021, Univers.
- El jugador dislèctic, 2022, La Campana.

## Premis[calcitació]
- Premi Pollença de Literatura, 2020.
- XXIV Premi Mercè Rodoreda Molins de Rei, 2020.
- 1r Premi: El Batec 2020 – Premi Narrativa Ciutat de Manlleu